# Mesopithecus
Mesopithecus (il cui nome significa "scimmia di mezzo") è un genere estinto di scimmia del Vecchio Mondo vissuta dal Miocene superiore al Pliocene superiore, circa 7-5 milioni di anni fa, i cui resti fossili sono stati ritrovati in depositi fluviali in Bulgaria, Italia, Romania, Grecia, Macedonia e Ucraina, Europa, e in Afganistan e Zhaotong, Asia.

## Descrizione
In vita, Mesopithecus assomigliava, probabilmente, ad un colobino moderno, con una lunghezza del corpo di circa 40 centimetri (16 pollici), ed una coda altrettanto lunga. La morfologia della scheletro e degli arti indicano che la specie M. pentelicus fosse sia di arrampicarsi sia di passare lunghi periodi al suolo, possedendo un corpo snello con arti lunghi e muscolosi e dita flessibili, mentre la successiva specie M. monspessulanus era più arborea. La morfologia dei denti suggeriscono che si nutrisse principalmente di foglie morbide e frutti.

## Classificazione
Esistono due specie riconosciute di Mesopithecus: la specie tipo M. pentelici e M. monspessulanus. Le due specie si differenziano principalmente per le dimensioni corporee e dentali, con M. pentelicus leggermente più grande di M. monspessulanus. Quest'ultima specie è inoltre la più recente delle due: la semi-terricola M. pentelicus si estinse alla fine del Miocene, mentre alcune popolazioni si adattarono ai nuovi ambienti pliocenici più umidi e boscosi, dando infine origine a M. monspessulanus, la cui articolazione del gomito indica uno stile di vita più arboreo. M. monspessulanus era ampiamente presente in Europa, sebbene i suoi resti siano scarsi e risalgano perlopiù al Pliocene. La prova della presenza di M. monspessulanus alla fine del Miocene proviene da alcuni siti italiani risalenti al Messiniano, sebbene servano ulteriori studi per confermare ciò.
Una volta si pensava che Mesopithecus potesse essere un antenato dell'entello grigio, ma uno studio più recente suggerisce invece che i suoi parenti più stretti fossero le scimmie "dal naso strano", come le scimmie dal naso camuso e i langur duca.

## Galleria d'immagini

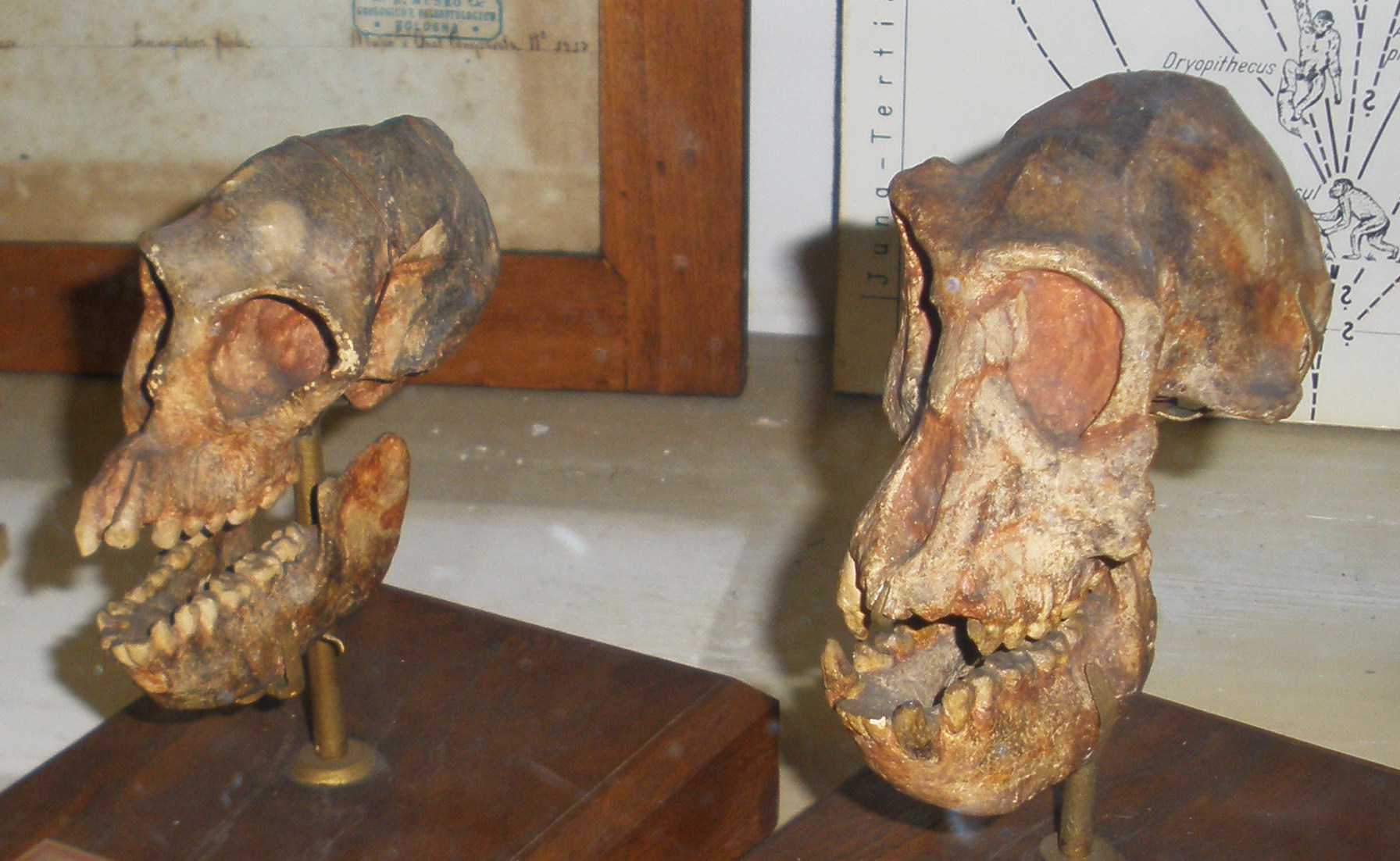
Crani di Mesopithecus pentelicus
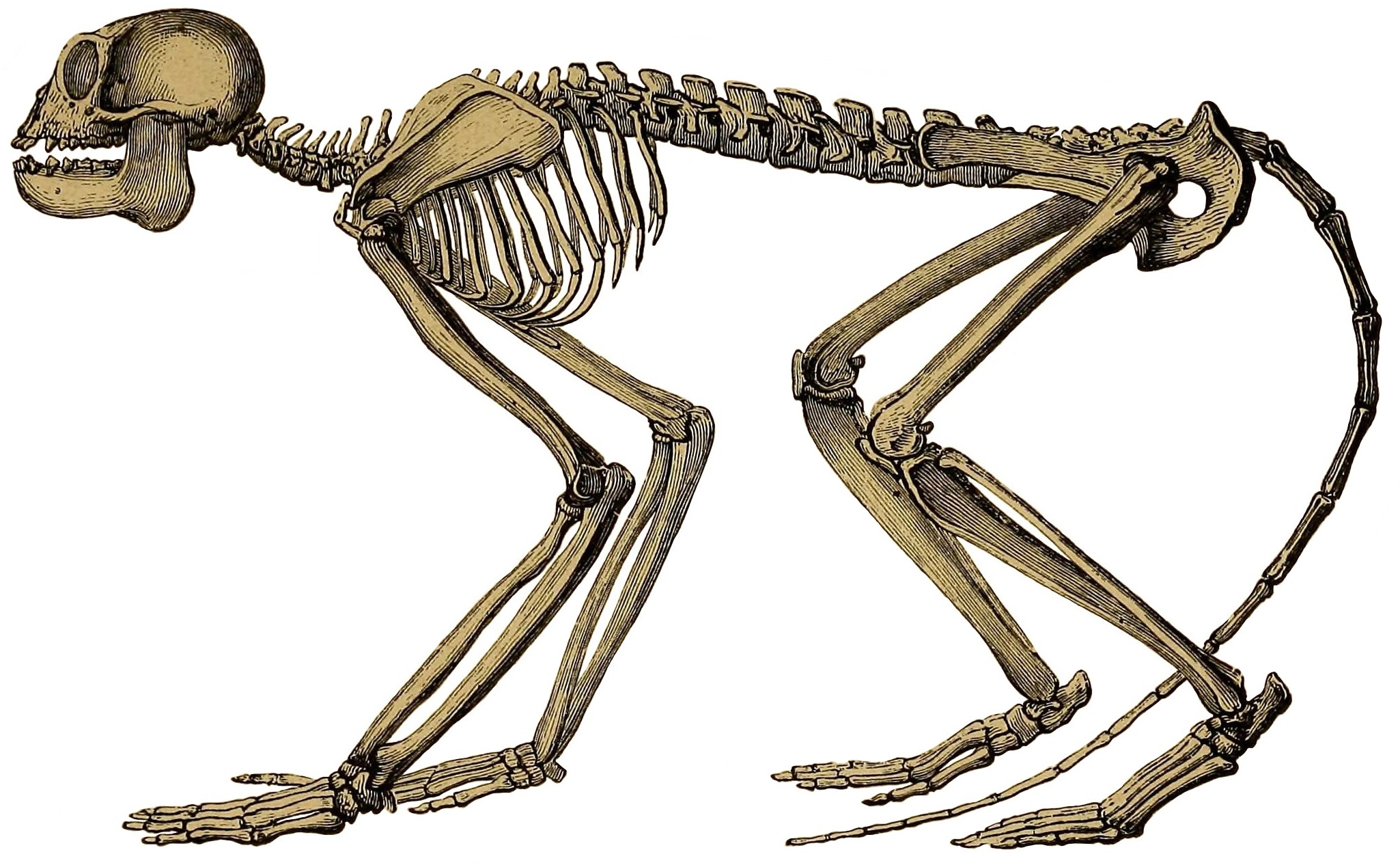
Ricostruzione dello scheletro